# Chupacabra
Ten artykuł dotyczy stworzenia, którego istnienia nie potwierdza współczesna zoologia.
Chupacabra (wym. /t͡ʃupaˈkaβ̞ɾa/; hiszp. la chupacabra, również chupacabras – dosł. wysysacz kóz, z hiszp. chupar – ssać, la cabra – koza) – legendarne latynoamerykańskie zwierzę, obiekt badań kryptozoologii, którego istnienia nie udało się wiarygodnie potwierdzić.
Jej rzekome występowanie powiązane jest z Portoryko (skąd pochodzą pierwsze informacje o tym zjawisku), Meksykiem i południowymi stanami USA. Nazwa rzekomego zwierzęcia wzięła się stąd, iż ma ono napadać na zwierzęta domowe i wysysać z nich krew. Opisy stworzenia znacznie różnią się od siebie. Pierwsze relacje z rzekomych spotkań pochodzą z 1990 z Portoryko, od tego czasu chupacabra miała być spotykana najdalej na północ w Maine i najdalej na południe w Chile. Pomimo że wiele osób twierdzi, iż chupacabra może być rzeczywiście istniejącym zwierzęciem, większość naukowców uważa ją za legendarne stworzenie, rodzaj współczesnego mitu.

## Wygląd
Benjamin Radford grupuje opisy wyglądu rzekomej chupacabry w trzech kategoriach:
- zwierzę podobne do współczesnego gada[1] – najczęściej pojawiający się opis rzekomej chupacabry, o cielistej lub zielonkawoszarej skórze oraz ostrych kolcach lub rurkach na grzbiecie[2].
- zwierzę z rodziny psowatych – opisy znacznie rzadsze od przedstawionych wcześniej. W tym przypadku chupacabra ma być najczęściej bezwłosa, z wyjątkiem wyraźnej grzywy na grzbiecie, posiadająca spore oczodoły, kły i pazury[1].
- inne opisy – rzadziej chupacabra pojawia się w relacjach w jeszcze dziwniejszej postaci, np. kangura ze skrzydłami[1].

Różnorodność opisów Radford komentuje następująco: 

W zależności od tego, którą książkę czytać (lub w którą relację naocznego świadka wierzyć), chupacabra albo ma „mocny ogon”, lub w ogóle go nie posiada; spędza większość swojego czasu latając po nocnym niebie – albo nie, ponieważ nie posiada skrzydeł. Może posiadać trzy palce w każdej z łap, albo cztery; może posiadać szereg wyraźnych kolców przebiegających przez jej grzbiet – albo może go nie mieć. Jej uszy są albo „duże”, albo „małe lub niewidoczne”. Jedyny szczegół, który jest wspólny dla wszystkich relacji to para czerwonych oczu.

W przeciwieństwie do znanych drapieżników chupacabra ma wysysać całość krwi swojej ofiary (a czasem nawet całe organy wewnętrzne) przez dziurę w jej ciele lub kilka dziur. Inne źródła mówią, że chupacabra przekłuwa kłami krtań ofiary, a następnie wsuwa w otwór rurkowaty język, wysysając krew ze środka ciała. Sekcja zwłok ponad 300 zwierząt, mających być ofiarami chupacabry, nie wykazała – wbrew sensacyjnym doniesieniom prasowym – by z któregokolwiek z nich została wyssana krew.

## Historia
Legenda chupacabry rozpoczęła się mniej więcej w 1987, kiedy to portorykańskie gazety El Vocero i El Nuevo Dia doniosły o śmierci wielu zwierząt różnego gatunku, takich jak ptaki, konie i kozy. Jako sprawcę czasopisma wskazały El Vampiro de Moca (Wampira z Moca), istotę rzekomo odpowiedzialną za podobne wydarzenia, które miały miejsce w małej miejscowości Moca w latach 70. XX wieku. Początkowo wydawało się, iż zwierzęta zostały zabite przez członków jakiejś satanistycznej sekty, później jednak podobne przypadki zaczęły powtarzać się na terenie całej wyspy – wielu rolników donosiło o stratach pośród należących do nich zwierząt domowych. Wszystkie przypadki miały jedną cechę wspólną: każde z zabitych zwierząt miało zostać pozbawione krwi przez szereg okrągłych nacięć ciała. Portorykański komik Silverio Pérez niedługo po pierwszych doniesieniach prasowych stworzył termin chupacabra.

## Wyjaśnienia
Teorie próbujące wyjaśnić przypadki okaleczeń zwierząt domowych i obserwacji dziwnych istot, można podzielić na kilka grup. Część z nich mówi o całkowicie naturalnych zjawiskach lub znanych nauce zwierzętach odpowiedzialnych za tego typu wydarzenia. Inne obstają przy paranormalnych wyjaśnieniach (powiązanie z obserwacjami UFO, wiarą w duchy i demony itd.) lub czerpią z doświadczeń kryptozoologii.

### Kultura
Opowieści o chupacabrze postrzegane są przez większość naukowców jako element kultury latynoamerykańskiej. Być może są one kontynuacją legend o „człowieku-moskicie”, który miał wysysać krew ze zwierząt i ludzi. Współczesny mit o mrocznym stworze, atakującym i zabijającym zwierzęta domowe, powtarzany jest tak często, że z biegiem czasu fikcyjna istota staje się niezwykle popularnym motywem. Opowieści o chupacabrze np. w USA pochodzą niemal wyłącznie od osób należących do wspólnot latynoamerykańskich.

### Ludzka psychika
Kolejne fale doniesień o rzekomych spotkaniach z różnymi „stworami” tłumaczone są często jako ataki zbiorowej histerii (mogącej powodować m.in. chwilowe załamanie prawidłowego postrzegania rzeczywistości), omamy wzrokowe, lub przypadki pareidolii. Carl Sagan w książce Świat nawiedzany przez demony, tłumaczącej większość relacji o spotkaniach z UFO i inne rzekomo niewyjaśnione wydarzenia procesami zachodzącymi w ludzkich głowach pisał: 

„(…) wielokrotnie wykazano, że u 10 do 25 procent prawidłowo funkcjonujących osób co najmniej raz w okresie ich życia występowały rzeczywiste omamy (halucynacje) – słyszą głos, którego nie ma, lub widzą nieistniejące przedmioty. Rzadziej występują takie omamy, jak odczuwanie dziwnych zapachów, słyszenie muzyki lub otrzymywanie informacji w sposób niezależny od zmysłów”.

Inne możliwe wytłumaczenie rzekomych obserwacji chupacabry, odnoszące się do ludzkiej psychiki, posługuje się pojęciem pareidolii. Zasadza się ona na naturalnym dążeniu człowieka do odnajdywania znajomych sygnałów w bodźcach całkowicie losowych.

### Znane zwierzęta

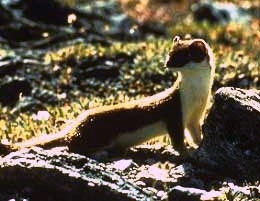
Łasica długoogoniasta (Mustela frenata)

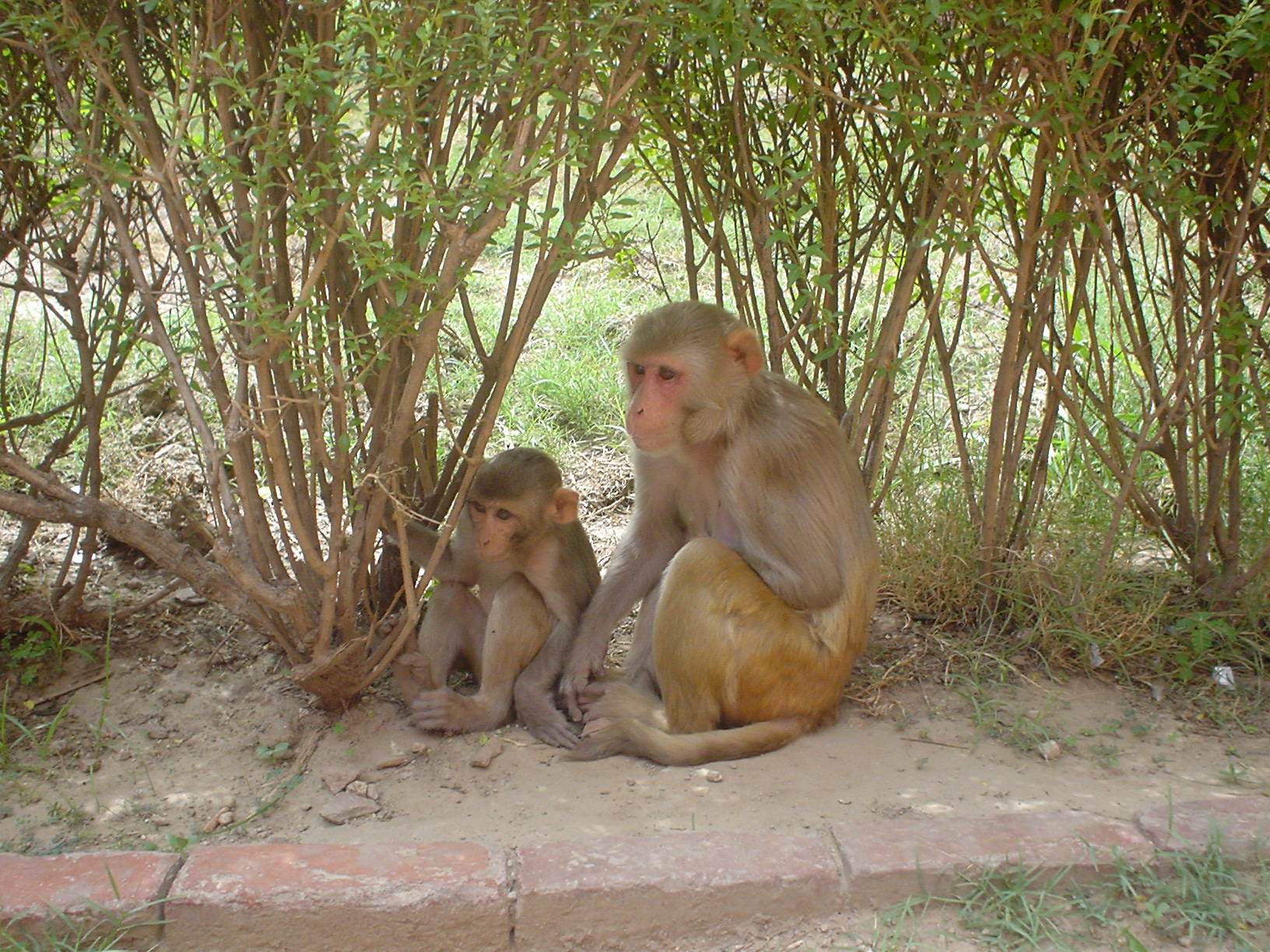
Rezusy (Macaca mulata)

Osoby próbujące wyjaśnić przypadki wielokrotnych okaleczeń zwierząt domowych i rzekomych obserwacji dziwacznych istot przywołują cały szereg znanych nauce zwierząt. Jednym z nich jest łasica długoogoniasta (Mustela frenata). Ten zwinny drapieżnik zjada niewielkie ssaki i znany jest ze swej żarłoczności. Nie jest jednak gatunkiem rodzimym na Portoryko, gdzie nie występują w stanie dzikim duże ssaki poza małpami i mangustami introdukowanymi tam w celu walki z plagą szczurów (szczególnie szkodliwych dla tamtejszych plantacji trzciny cukrowej).
Często przywoływanym wyjaśnieniem są także watahy zdziczałych psów. Obwiniane są one przez władze o zagryzanie niepilnowanych zwierząt domowych. Zauważano, że ślady nakłuć na ciałach rzekomych ofiar chupacabry odpowiadają kłom ssaków drapieżnych
Teoria przedstawiona przez Juana A. Rivero z University of Puerto Rico w Mayaguez mówi o zbiegłych małpach rezusach (Macaca mulatta), sprowadzanych często w celach naukowych do różnych ośrodków badawczych. Jego zdaniem część z nich mogła wydostać się z klatek i rozprzestrzenić się po całej wyspie. Problemem pozostaje jednak fakt, że rezusy odżywiają się zazwyczaj owadami, owocami i nasionami. Tylko okazjonalnie zjadają niewielkie zwierzęta (najczęściej gryzonie). Nawet grupa rezusów nie zaatakowałaby np. kozy.
Humberto Cota Gil o część ataków w meksykańskim Sinaloa podejrzewa natomiast nietoperza widmowca wielkiego (Vampyrum spectrum). Jest to największy znany drapieżny nietoperz, którego skrzydła mogą mieć nawet 80 cm rozpiętości. Odżywia się owadami, gadami, płazami, małymi ptakami i niewielkimi ssakami (nawet innymi nietoperzami). Problemem pozostaje jednak to, że zasięg jego występowania nie obejmuje północnego Meksyku.
Kolejnym „kandydatem” jest południowoamerykański lelek Caprimulgus longirostris. To nocny ptak, odżywiający się owadami, występujący od Wenezueli do Argentyny. Część badaczy jest zdania, iż jest on odpowiedzialny za niektóre „obserwacje” chupacabry. Zwracają oni również uwagę na fakt, że hiszpańska nazwa tego gatunku to chotacabras.

### UFO i kosmici
Spora część wyjaśnień wiąże relacje ze spotkań z rzekomą chupacabrą i okaleczenia kóz, kur, gęsi itd. z częstymi obserwacjami niezidentyfikowanych obiektów latających (które miały następować w niedługim czasie przed lub po spotkaniach z chupacabrą). Najczęściej pojawiające się teorie mówią o tym, że stworzenie to jest kosmitą, zwierzęciem domowym „obcych” lub też istotą (celowo lub przez przypadek) przetransportowaną przez nich na Ziemię z innej planety. Teorie te zdają się potwierdzać pewne szczególne cechy stworzeń opisywanych przez rzekomych świadków. Według ich opowieści chupacabra bardzo często jest w stanie dokonywać rzeczy nieosiągalnych dla większości ziemskich zwierząt (latać z dużą prędkością, zmieniać kolory lub skakać na ogromne odległości).
Obserwacje chupacabry łączone są również z tzw. incydentem w Varginha (Brazylia) z 1996, podczas którego zanotowano wiele obserwacji UFO i zagadkowych istot.
W 2000 w chilijskich mediach pojawiły się informacje o tym, że władzom udało się odnaleźć trzy jaja chupacabry, a także schwytać jednego osobnika. To wszystko miało zostać później przekazane NASA. W wielu programach radiowych w tym czasie przedstawiano także teorię, że to właśnie amerykańska agencja kosmiczna jest odpowiedzialna za stworzenie istoty. NASA zaprzeczyła tym informacjom.

### Inne
Inne wyjaśnienia mówią m.in. o oszustwie, efektach czarnej magii lub wyjaśniają śmierć setek zwierząt domowych rytualnymi mordami w wykonaniu np. członków sekt satanistycznych i z kręgu kultu Santeria.